# Unification de la Bulgarie

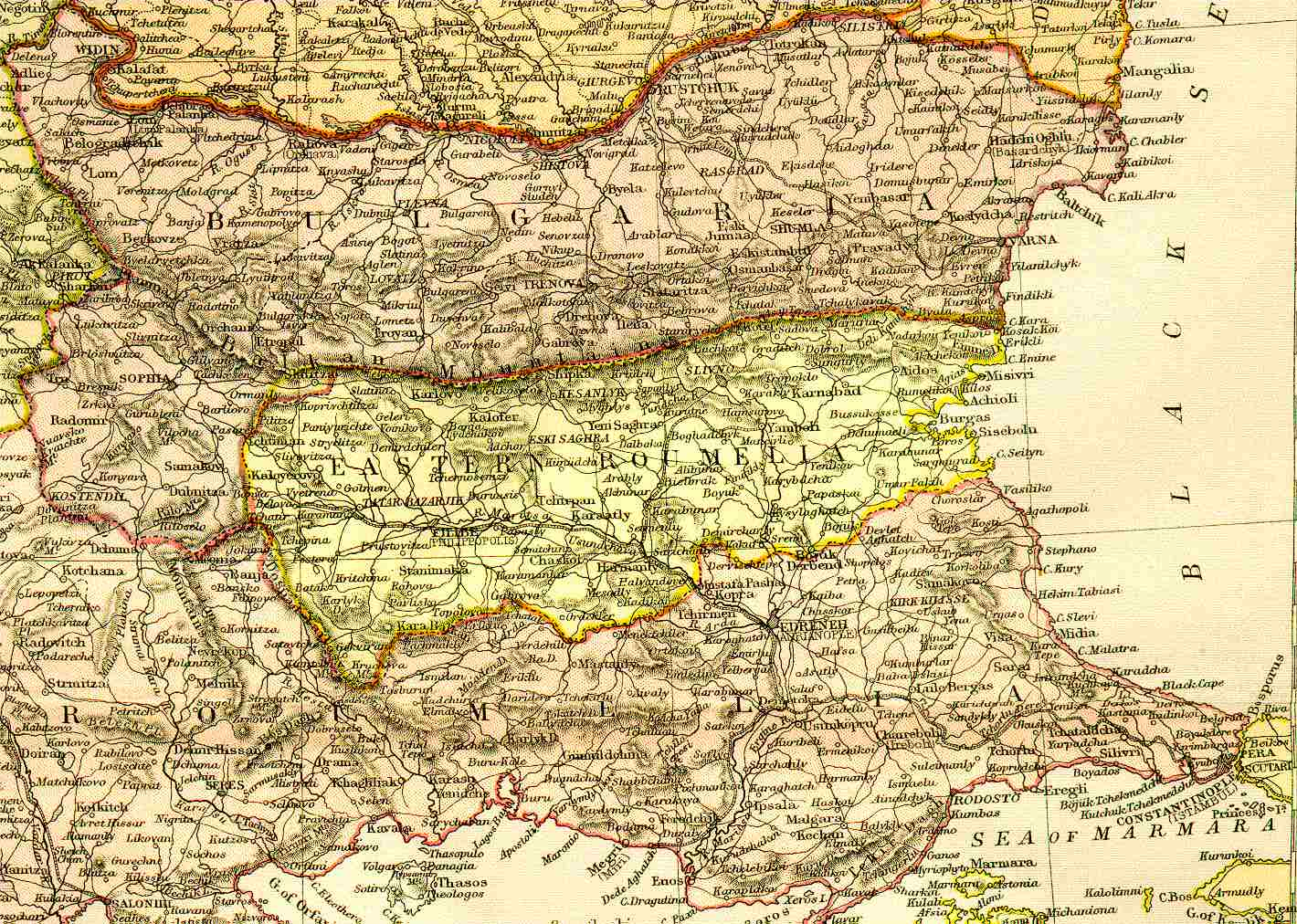
Carte de la principauté de Bulgarie et de la Roumélie orientale avant l'unification.

L'unification de la Bulgarie (en bulgare : Съединение на България) est l'acte d'unification de la principauté de Bulgarie et de la province de Roumélie orientale à l'automne 1885,. Il est coordonné par le Comité révolutionnaire central secret bulgare (CRCSB). Tous deux faisaient partie de l'Empire ottoman, mais la principauté fonctionnait de facto de manière indépendante alors que la province roumélienne était autonome et avait une présence ottomane. L'unification est accomplie après des révoltes dans les villes de l'est de la Roumanie, suivie d'un coup d'État le 18 septembre 1885 (6 septembre dans le calendrier julien), soutenu par le prince bulgare Alexandre Ier. Le CRCSB, formé par Zahari Stoyanov, commence à populariser activement l'idée de l'unification au moyen de la presse et des manifestations publiques au printemps 1885.

## Contexte
La guerre russo-turque de 1877-1878 se termine par la signature du traité préliminaire de San Stefano, qui sépare de vastes territoires de l'Empire ottoman. La Bulgarie est ressuscitée après 482 ans de domination étrangère, mais en tant que principauté sous la suzeraineté ottomane.
Les diplomates russes savent que la Bulgarie ne restera pas longtemps à l'intérieur de ces frontières — la paix de San Stefano est qualifiée de « préliminaire » par les Russes eux-mêmes. Le congrès de Berlin commence le 13 juin 1878 et se termine le 13 juillet suivant avec le traité de Berlin, qui crée un État vassal bulgare sur les terres situées entre les Balkans et le Danube. La région située entre les montagnes des Balkans et les monts Rila et Rhodopes devient une province ottomane autonome appelée Roumélie orientale. La séparation de la Bulgarie méridionale en une région administrative distincte est une garantie contre les craintes exprimées par le Royaume-Uni et l'Autriche-Hongrie de voir la Bulgarie accéder à la mer Égée, ce qui signifie logiquement que la Russie se rapproche de la Méditerranée.
La troisième grande partie du traité de Berlin pour la Bulgarie, la Macédoine, est restée dans les frontières ottomanes comme avant la guerre.

## Organisation
Dans ces conditions, il est naturel que les Bulgares de Bulgarie, de Roumélie orientale et de Macédoine luttent pour l'unité. La première tentative est faite en 1880. Le nouveau Premier ministre britannique, William Ewart Gladstone (qui avait fortement soutenu la cause bulgare dans le passé) fait espérer aux politiciens bulgares que la politique britannique sur la question d'Orient est sur le point de changer et qu'elle soutiendrait et envisagerait favorablement une union éventuelle. Cependant, le second gouvernement Gladstone n'apporte pas de changement dans les intérêts du Royaume-Uni. Deuxièmement, il y a un conflit possible entre l'Empire ottoman d'un côté et la Grèce et le Monténégro de l'autre.
Les syndicalistes de la Roumélie orientale envoyent Stefan Panaretov, chargé de cours au Robert College, pour consulter l'opinion britannique sur le projet d'unification. Cependant, le gouvernement de Gladstone n'accepte pas ces plans. Le désaccord vient aussi de la Russie impériale, qui suit strictement les décisions prises lors du congrès de Berlin. Entre-temps, les tensions entre la Grèce et l'Empire ottoman s'apaisent, ce qui conduit finalement à l'échec de la première tentative d'unification.

## Acte d'unification

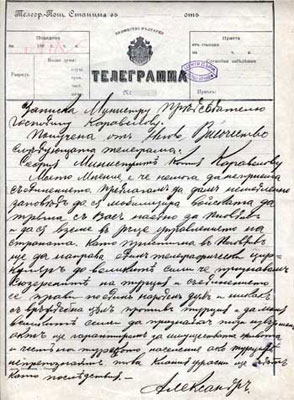
Télégramme du gouvernement provisoire de Plovdiv au prince Alexandre I^{er} annonçant l'unification de la Bulgarie.

L'unification est initialement prévue pour la mi-septembre, tandis que la milice roumélienne est mobilisée pour effectuer des manœuvres. Le plan prévoit l'annonce de l'unification le 27 septembre 1885 (15 septembre dans le calendrier julien), mais le 14 septembre 1885 (2 septembre dans le calendrier julien), une émeute éclate à Panagyurichté (alors en Roumélie orientale) qui est maîtrisée le même jour par la police. La manifestation exigeait l'unification avec la Bulgarie. Un peu plus tard, cet exemple est suivi dans le village de Goliamo Konare. Une brigade armée y est formée, sous la direction de Prodan Tishkov (surnommé Khardafon), le chef local du CRCSB. Des représentants du CRCSB sont envoyés dans différentes villes de la province, où ils doivent rassembler des groupes de rebelles et les envoyer à Plovdiv, la capitale de la Roumélie orientale, où ils sont sous le commandement du major Danaïl Nikolaïev.
Pendant ce temps, des manœuvres militaires se déroulent dans la périphérie de Plovdiv. Le major Danaïl Nikolaïev, responsable des manœuvres, connaît et soutient les syndicalistes. Le 18 septembre 1885, des milices rouméliennes (forces armées de la Roumélie orientale) et des groupes d'unionistes armés entrent dans Plovdiv et prennent possession de la résidence du gouverneur.
Le gouverneur Gavril Krastevitch est arrêté par les rebelles et défilé dans les rues de Plovdiv avant d'être expulsé à Constantinople.
Un gouvernement provisoire est immédiatement formé, avec à sa tête Georgi Stranski. Le major Danaïl Nikolaïev est nommé commandant des forces armées. Avec l'aide d'officiers russes, il élabore le plan stratégique de défense contre l'intervention ottomane attendue. La mobilisation est déclarée en Roumélie orientale.
Dès son arrivée au pouvoir, le 14 septembre 1885 (2 septembre dans le calendrier julien), le gouvernement provisoire envoie un télégramme demandant au prince d'accepter l'unification. Le 20 septembre 1885 (8 septembre dans le calendrier julien), Alexandre Ier répondit par un manifeste spécial. Le lendemain, accompagné du Premier ministre Petko Karavelov et du chef du Parlement Stefan Stambolov, le prince Alexandre Ier entre dans la capitale de l'ancienne Roumélie orientale. Ce geste confirme le fait accompli des syndicalistes, mais les difficultés de la défense diplomatique et militaire de l'Union s'annoncent. À cette époque, les processus d'unification de peuples et de nations se généralisent à travers le monde comme la formation de la Confédération canadienne en 1867, ou l'unification de l'Allemagne en 1871. 

## Réponses internationales à l'unification
Dans les années qui suivent la signature du traité de Berlin, le gouvernement russe exprime souvent l'opinion que la création de la Roumélie orientale à partir du sud de la Bulgarie était une division contre-nature et de courte durée. La Russie savait que l'unification arriverait sans doute bientôt et prit des mesures importantes pour la préparer. Tout d'abord, la Russie exerce avec succès des pressions diplomatiques sur l'Empire ottoman, l'empêchant d'envoyer des forces en Roumélie orientale. En outre, en 1881, dans un protocole spécial, créé après le rétablissement de l'Entente des trois empereurs, il est noté que l'Autriche-Hongrie et l'Allemagne manifesteraient leur soutien à une éventuelle union des Bulgares.

### Russie
Après la création de la principauté de Bulgarie, le chef de l'administration provisoire russe Alexandre-Dondukov-Korsakov cherche à jeter les bases de l'influence russe sur le nouvel Etat. Après l'accession du prince Alexandre Ier au trône bulgare, la Russie envoit de nombreux officiers militaires et consultants en Bulgarie pour promouvoir ses objectifs diplomatiques dans la région. En 1883, le prince Alexandre Ier commence à destituer les conseillers russes afin d'affirmer son indépendance. Lorsque les révolutionnaires bulgares destituent le gouverneur pro-russe de la Roumélie orientale Gavril Krastevitch, le tsar Alexandre III de Russie est furieux. Il ordonne à tous les conseillers russes d'abandonner la Bulgarie et de dépouiller le prince Alexandre Ier de son rang dans l'armée russe. Ainsi, alors que la Russie soutient la Bulgarie pendant le congrès de Berlin, elle s'oppose à l'unification bulgare.

### Royaume-Uni
À l'automne 1885, le prince Alexandre Ier rencontre le Premier ministre britannique Lord Salisbury lors d'une visite officielle à Londres. Le convaincre que la création d'une Grande Bulgarie était dans l'intérêt de l'Etat britannique. Alors que Salisbury plaide ardemment pour la séparation de la Roumélie orientale lors du congrès de Berlin, il prétend ensuite que les circonstances ont changé et que l'unification est nécessaire, car elle empêche l'expansion russe vers Constantinople. Les milieux gouvernementaux londoniens pensent d'abord qu'un fort soutien de Saint-Pétersbourg est à l'origine de l'acte audacieux de la Bulgarie. Après l'annonce de la position officielle russe, la Grande-Bretagne soutient la cause bulgare, mais pas avant le début des négociations bulgaro-ottomanes.

### Autriche-Hongrie
La position de l'Autriche-Hongrie est déterminée par sa politique à l'égard de la Serbie. Dans un traité secret de 1881, l'Autriche-Hongrie accepte le « droit » de la Serbie à s'étendre en direction de la Macédoine. L'objectif de l'Autriche-Hongrie est de gagner de l'influence en Serbie, tout en orientant les appétits territoriaux serbes vers le sud plutôt que vers le nord et le nord-ouest. En outre, l'Autriche-Hongrie s'est toujours opposée à la création d'un grand État slave dans les Balkans, de la sorte que deviendrait une Bulgarie unifiée.

### Allemagne et France
Ils soutiennent la proposition russe d'organiser une conférence internationale dans la capitale ottomane Constantinople.

### Empire ottoman

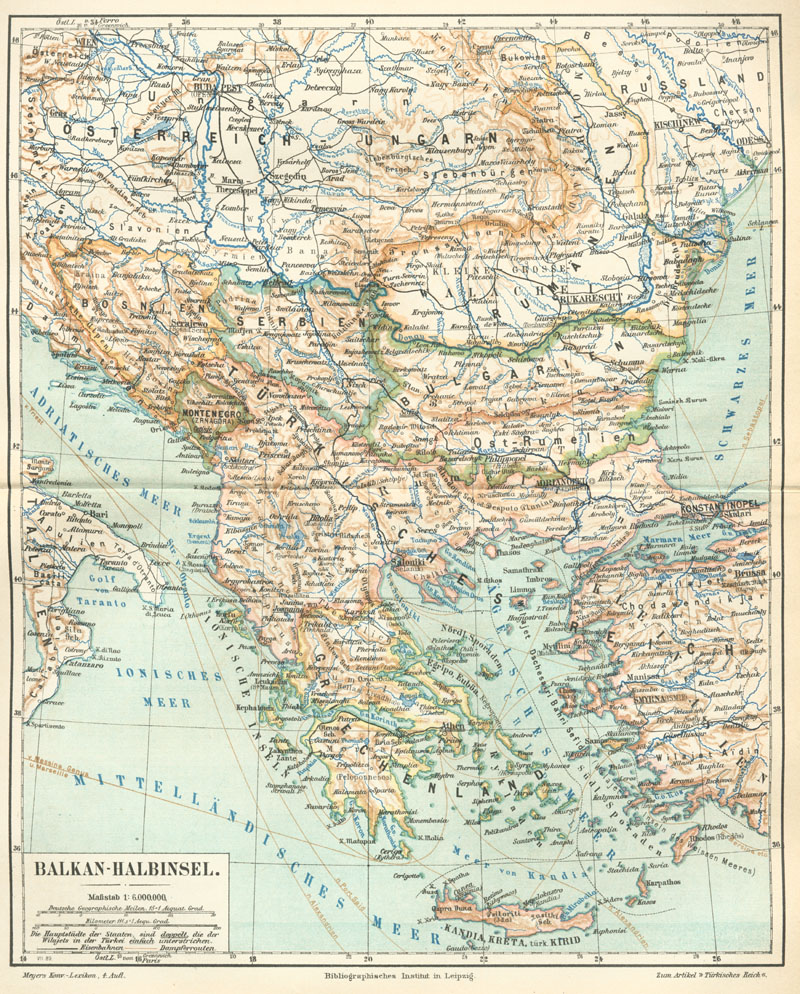
Les Balkans après l'unification de la Bulgarie.

Après la réalisation de l'unification, il faut trois jours pour que Constantinople prenne conscience de ce qui s'est réellement passé. Un nouveau problème surgit alors : selon le traité de Berlin, le sultan n'est autorisé à envoyer des troupes en Roumélie orientale qu'à la demande de son gouverneur. Gavril Krastevitch, le gouverneur de l'époque, n'a cependant pas fait une telle demande. En même temps, Londres et Saint-Pétersbourg ont vivement conseillé à l'Empire ottoman de ne pas prendre de telles mesures et d'attendre la décision de la conférence internationale. Les Ottomans n'attaquent pas la Bulgarie et n'interviennent pas dans la guerre serbo-bulgare. Le 5 avril 1886 (24 mars dans le calendrier julien), l'Empire ottoman et la Bulgarie signent la convention de Tophane, qui reconnaît le prince de Bulgarie comme gouverneur général de la province ottomane autonome de Roumélie orientale. Ainsi, l'unification de fait de la Bulgarie, qui eut lieu le 18 septembre 1885 (6 septembre dans le calendrier julien), fut reconnue de jure.

### Grèce
Bien que les deux recensements officiels de la Roumélie orientale, en 1880 et 1884, indiquent 42 516 et 53 028 Grecs (5,2 % et 5,4 %),, l'historien grec Pavlos Karolidis affirme que la Roumélie est habitée par plus de 250 000 Grecs de souche. Après la proclamation de l'unification, le Premier ministre grec Theódoros Deligiánnis proteste avec la Serbie contre la violation du traité de Berlin. Des protestations éclatent à Athènes, Vólos, Kalamata et d'autres parties de la Grèce. Les manifestants exigent l'annexion de l'Épire ottomane afin de contrebalancer le renforcement de l'État bulgare. Deligiánnis répond en déclarant la mobilisation le 25 septembre 1885. Il informe les grandes puissances qu'il n'a pas l'intention de s'engager dans une guerre avec les Ottomans et cherche seulement à apaiser la partie pro-guerre de la population. Trois de ses ministres, à savoir Antonopoulos, Zygomalas et Romas, le pressent d'envahir l'Épire et d'organiser une révolte en Crète ottomane afin de rétablir le statu quo. Les Grecs ethniques résidant à Constantinople demandent également au sultan de déclarer la guerre à la Bulgarie. La perte de la Roumélie orientale est considérée comme une menace à l'ambition grecque de s'étendre en Macédoine et d'unifier toutes les terres peuplées grecques. Ayant amassé 80 000 soldats à la frontière ottomane, Deligiánnis se retrouve dans un zugzwang. Une défaite dans une guerre avec les Ottomans peut s'avérer désastreuse, tandis que la dispersion de l'armée grecque signifierait la perte du soutien populaire, tout en augmentant les coûts de maintien de l'armée.
Le 14 avril 1886, les grandes puissances (à l'exception de la France) ordonnent à la Grèce de démobiliser ses forces en une semaine. Le 8 mai, les grandes puissances décrètent un blocus maritime contre la Grèce afin de l'obliger à se démobiliser. Deligiánnis démissionne de son poste en invoquant le blocus, ramenant Charílaos Trikoúpis au pouvoir. Un groupe d'officiers nationalistes grecs lance des incursions à travers la frontière ottomane, menant à cinq jours d'affrontements à l'insu de Trikoúpis. Trikoupis démobilise l'armée et le blocus naval contre la Grèce est levé le 7 juin. La Grèce a dépensé 133 millions de drachmes sans atteindre aucun de ses objectifs de politique étrangère, alors que sa société est devenue profondément polarisée entre les partisans de Deligiánnis et de Trikoupis, respectivement.

### Serbie
La position de la Serbie est semblable à celle de la Grèce. Les Serbes demandent des compensations territoriales considérables le long de toute la frontière occidentale avec la Bulgarie. Rejeté par la Bulgarie, mais assuré du soutien de l'Autriche-Hongrie, le roi Milan Ier déclare la guerre à la Bulgarie le 14 novembre 1885 (2 novembre dans le calendrier julien). Cependant, après la bataille décisive de Slivnitsa, les Serbes subissent une rapide défaite et les Bulgares avancent en territoire serbe jusqu'à Pirot. L'Autriche-Hongrie exige la cessation des hostilités, menaçant que les forces bulgares rencontrent les troupes austro-hongroises. Le cessez-le-feu est signé le 28 novembre 1885, et le traité de paix est signé à Bucarest le 3 mars 1886. Selon ses termes, aucun changement n'est apporté le long de la frontière bulgare-serbe, préservant ainsi l'unification de la Bulgarie.

## Commémorations
- Le jour de l'unification est célébré le 6 septembre comme fête nationale en Bulgarie ;
- La ville de Saedinenie dans la province de Plovdiv, en Bulgarie, porte le nom de l'unification de la Bulgarie ;
- Saedinenie Snowfield, situé sur l'île Livingston dans les îles Shetland du Sud en Antarctique, est nommé d'après l'unification de la Bulgarie[11].